# Atsushi Tamaru
Atsushi Tamaru (田丸 篤志 Tamaru Atsushi?,  Prefectura de Saitama, Japón, 27 de febrero de 1986) es un actor de voz japonés, afiliado a Sigma Seven. Algunos de sus papeles más notables incluyen el de Mikihiko Yoshida en Mahōka Kōkō no Rettōsei, Ayato Amagiri en Gakusen Toshi Asterisk y Shōichi Kamita en Seiren. 

## Filmografía

### Anime
- Kupū!! Mamegoma! (2009), Sasaki-san
- Shinryaku! Ika Musume (2010), Papa
- Happy Kappy (2011), Kapibara
- Jewelpet Sunshine (2011), Shiraishi Mikage / Granite
- Code:Breaker (2012), Aoyama
- Jewelpet Kira☆Deco! (2012), Granite
- La storia della Arcana Famiglia (2012), Orso
- Muv-Luv Alternative: Total Eclipse (2012), Creshowa Kontarsky
- Robotics;Notes (2012), Takahashi, Tres Beau 3
- Sket Dance (2012), Uehara
- Meganebu! (2013), Takuma Hachimine[2]
- Samurai Flamenco (2013), Ana Oda
- Silver Spoon (2013), Kouji Futamata
- Tamako Market (2013), Mochizō Ōji[3]
- Tanken Driland: Sennen no Mahō (2013), Chinpira
- Aikatsu! (2014), Tsubasa Sena
- Haikyū!! (2014), Akira Kunimi
- Rokujōma no Shinryakusha!? (2014), Ken'ichi
- Jewelpet Happiness (2014), Granite
- Silver Spoon 2 (2014), Kouji Futamata, Manabu Yoda
- Sword Art Online II (2014), Talken
- Mahōka Kōkō no Rettōsei (2014), Mikihiko Yoshida[4]
- Yama no Susume 2 (2014), Ken'ichi's friend
- Chaos Dragon (2015), Hakuei
- Go! Princess PreCure (2015), Shuu Imagawa
- Lady Jewelpet (2015), Granite
- Syomin Sample (2015), Kimito Kagurazaka[5]
- Gakusen Toshi Asterisk (2015), Ayato Amagiri[6]
- Seiken Tsukai no World Break (2015), Eiji
- Boku Dake ga Inai Machi (2016), Hiromi Sugita (adulto)
- Gakusen Toshi Asterisk 2 (2016), Ayato Amagiri
- Hitori no Shita the outcast (2016), Chō Soran
- Seiren (2017), Shōichi Kamita
- Tsuki ga Kirei (2017), Takumi Hira
- Hitorijime My Hero (2017), Yabase
- Kujira no Kora wa Sajō ni Utau (2017), Nibi
- A3! Season Autumn & Winter (2020), Tsumugi Tsukiota
- Skate-Leading☆Stars (2021), Yuma Michinaga

### Películas animadas
- Towa no Quon (2011), Operador 9, Joven A
- Star Driver: Kagayaki no Takuto (2013), Bairotto
- Aikatsu! The Movie (2014), Tsubasa Sena
- Tamako Love Story (2014), Mochizō Ōji[7]
- Mahōka Kōkō no Rettōsei: Hoshi o Yobu Shōjo (2017), Mikihiko Yoshida

### Videojuegos
- Yomecolle (2013), Takuma Hachimine
- 12-Sai. Honto no Kimochi (2014), Inaba Mikami
- Gakuen Heaven 2: Double Scramble (2014), Yuki Asahina
- Haikyū!! Tsunage! Itadaki no Keshiki!! (2014), Akira Kunimi
- Nyan Love: Watashi no Koi no Mitsukekata (2014), Kōhei Natsume
- The Irregular at Magic High School Lost Zero (2014), Mikihiko Yoshida
- The Irregular at Magic High School Out of Order (2014), Mikihiko Yoshida
- Boku to Sekai no Euclid (2015), Nayuta Tachibana
- I-Chu (2015), Akio Tobikura
- Touken Ranbu (2015), Ichigo Hitofuri
- Gakuen Toshi Asterisk Hōka Kenran (2016), Ayato Amagiri
- Utawarerumono Futari no Hakuoro (2016), Yashimu
- \Komepuri/ (2016), Maki Yō